# Te Huirangi Waikerepuru
Huirangi Eruera Waikerepuru (1 d'abril de 1929 - 8 d'abril de 2020) va ser un activista i sindicalista de la llengua maorí neozelandès de Taranaki i d'ascendència Ngāpuhi. Va participar en la fundació i direcció de la ràdio i la televisió en llengua Maori.
Va ser una figura clau en la creació de Ngā Kaiwhakapūmau i te Reo Māori (Consell de la llengua maorí). El consell va presentar una demanda al Tribunal Waitangi el 1984 per convertir el Māori en un idioma oficial de Nova Zelanda. El 1986, el tribunal va demanar que la llengua fos reconeguda com un taonga (tresor) segons l'article II del tractat de Waitangi. Això va provocar que la reclamació fos aprovada amb la Llei del maorí de 1987 que va fer oficial el maorí i va impulsar la constitució deTe Taura Whiri i Te Reo Māori (la comissió de la llengua Maori). El consell va impulsar l'emissora de ràdio en llengua maori Te Upoko o te Ika el 1988, que va permetre difondre l'actualitat de Nova Zelanda en llengua maori. Va mantenir una relació de 30 anys amb la Unió d'Educació Terciaria i els seus predecessors, que representen el personal acadèmic i general de les universitats i les politècniques.
El 1995 va ser guardonat amb un Doctorat Honorífic de la Universitat de Waikato. En els honors d'aniversari de la reina del 2014, va ser nomenat company de l'Ordre de Mèrit de Nova Zelanda, pels serveis al maori. Va morir el 8 d'abril de 2020.